# Palpomyia oliveirai
Palpomyia oliveirai är en tvåvingeart som beskrevs av Lane 1947. Palpomyia oliveirai ingår i släktet Palpomyia och familjen svidknott. Inga underarter finns listade i Catalogue of Life.